# Captain Fantastic – Einmal Wildnis und zurück
Captain Fantastic – Einmal Wildnis und zurück  (Originaltitel: Captain Fantastic) ist ein tragikomisches Filmdrama von Matt Ross, das am 23. Januar 2016 im Rahmen des Sundance Film Festivals seine Premiere feierte. Der Film kam am 8. Juli 2016 in die US-amerikanischen und am 18. August 2016 in die deutschen Kinos.

## Handlung
In den Wäldern an der Nordwestküste der USA, abseits jeglicher Zivilisation, lebt der überzeugte Aussteiger Ben mit seiner Frau Leslie und ihren sechs Kindern. Er stählt seine Kinder einerseits durch rigoroses körperliches Training in der Wildnis, andererseits fordert er sie auch geistig heraus, indem sie sich schon sehr früh mit komplexen wissenschaftlichen und sozialen Themen befassen, außerdem gehen sie auch mit Tabu-Themen wie Tod oder Sex sehr offen um. Die Kinder sind dadurch deutlich reifer, stärker und intelligenter als ihre Altersgenossen, aber auch weltfremd.
Leslie leidet an einer bipolaren Störung und befindet sich am Anfang des Films in stationärer Behandlung. Als Ben sie besuchen will, erfährt er am Telefon erschüttert, dass sie sich in der vergangenen Nacht das Leben genommen hat. Der Wunsch, der Beerdigung beizuwohnen, bringt Ben in Konflikt mit Leslies Vater Jack, der Bens Lebensstil rigoros ablehnt und ihm die Schuld an Leslies Tod gibt, da das Aussteigerleben Leslie überfordert habe. Da die Kinder aber unbedingt zur Bestattung wollen, wischt Ben alle Bedenken vom Tisch.
Auf der Reise durch das moderne Amerika erkennen die Kinder, wie fremd ihnen diese Welt ist. Ihre Unsicherheit führt zu einigen auffälligen Verhaltensweisen, sie bestaunen den Materialismus und die Verschwendungssucht der zeitgenössischen amerikanischen Kultur. Bens gut situierte Schwester Harper und ihr Mann, bei denen Ben und seine Kinder einen Zwischenstopp einlegen, halten Bens Lebensstil für realitätsfremd. Ben agiert selbstgerecht und hält dagegen, indem er seine achtjährige Tochter eine spontane freie Rede über die Bill of Rights halten lässt. Nebenbei erfährt er, dass sich sein ältester Sohn Bodevan ohne sein Wissen, aber mit Leslies Unterstützung an verschiedenen Spitzenuniversitäten beworben hat und ausschließlich Zusagen in den Händen hält.
In New Mexico sorgt Ben für einen Eklat bei der Bestattungszeremonie, indem er ungefragt Leslies letzten Willen eröffnet: Als Buddhistin habe sie ausdrücklich gewünscht, eingeäschert und in einer Toilette hinuntergespült zu werden, außerdem solle ihre Bestattung von Tanz und Freude erfüllt sein. Er wird hinausgeworfen. Trotzdem werden die Kinder herzlich von den Großeltern begrüßt. Langsam erkennt Ben, dass er möglicherweise tatsächlich seine Kinder überfordert und in unnötige Gefahren bringt, indem er ihnen seinen Lebensstil aufzwingt. Nachdem seine älteste Tochter bei einer nächtlichen Aktion nur knapp einer schwerwiegenden Verletzung entgangen ist, willigt Ben ein, die Kinder bei seinen Schwiegereltern zu lassen. Doch die Kinder verstecken sich im Laderaum des Busses, mit dem er abfährt, und überreden Ben dann dazu, die verstorbene Mutter doch noch zu „befreien“. Gemeinsam exhumieren sie Leslie, deren christliche Beerdigung sie nicht verhindern konnten, und äschern sie mit fröhlicher Musik an einem Seeufer ein. 
Letztlich geht Bodevan nach Namibia, und Ben zieht mit den übrigen Kindern auf einen Bauernhof. Dort haben diese fortan ein Leben mit regulären Schulbesuchen.

## Produktion

### Regie und Drehbuch
Die Regie übernahm Matt Ross, der auch das Drehbuch zum Film schrieb. Zur Geschichte des Films wurde Ross durch seine eigene Vergangenheit inspiriert: „Große Teile meines Lebens verbrachte ich inmitten des Nirgendwos in Oregon, wo meine Mutter an der Gründung eines alternativen Wohnprojektes beteiligt war.“ Dort verbrachte Ross nach eigenen Aussagen seine Sommer in Tipis. Dies werde auch im Film deutlich, so der Regisseur. Dort hatten sie gemeinsam Land gekauft und wollten, weit weg von jeglicher Zivilisation, im Einklang mit der Natur leben.
Viele hätten dies als „Hippie-Kommune“ bezeichnet, allerdings geschah das Ganze in den Achtzigern, und nicht in den Sechzigern. „In einem gewissen Alter habe ich mich dann entschieden, diesen Ort zu verlassen, um mit Jugendlichen in meinem Alter zusammensein zu können“, so Ross.

### Besetzung und Vorbereitung
Die Hauptrolle des Familienvaters Ben Cash wurde mit Viggo Mortensen besetzt. Die Rolle seiner Frau Leslie, die im Film in Rückblenden und als Verstorbene zu sehen ist, wurde an Trin Miller vergeben. Bodevan, der älteste Sohn, im Film kurz Bo genannt, wird von George MacKay gespielt. Samantha Isler spielt die Tochter Kielyr, Annalise Basso ihre Zwillingsschwester Vespyr. Die Rolle von Sohn Rellian wurde von Nicholas Hamilton gespielt. Shree Crooks spielt Zaja, und Charlie Shotwell Bens jüngsten Sohn Nai.
Ein paar Wochen vor Beginn der Dreharbeiten wurden die Schauspieler und die Filmcrew zum Drehort im Westen des Bundesstaates Washington gebracht. Hier sollten sich alle auf ihre Rollen vorbereiten. Ross selbst bezeichnete dies als „Wildnis-Trainingslager“. Als Erster war Mortensen vor Ort; der als Method Actor bekannte Schauspieler nutzte die Zeit, um das Spiel mit Bens Lieblingsinstrument, dem Dudelsack, zu üben, und bepflanzte den Garten, der auch im Film zu sehen ist. In dieser Vorbereitungszeit wurde neben dem Hauptdarsteller auch den Kinder- und Jungdarstellern, die im Film Bens Kinder spielen und während des Camps Mortensen ihren „Summer Dad“ nannten, beigebracht, wie man ein Feuer macht, ein Reh schlachtet und häutet und auf Felsen klettert. Zudem erhielten sie in Vorbereitung auf ihre Rolle Musikunterricht und eine Kampfsportausbildung.
Bereits beim Casting wurde Wert darauf gelegt, dass die Nachwuchsschauspieler körperlich fit sind und auch über musikalisches Talent verfügen. So spielt Hamilton, im Film als einer von Bens Söhnen zu sehen, seit seinem vierten Lebensjahr Schlagzeug, und auch George MacKay konnte bereits Gitarre spielen. Mortensen selbst hatte eine kleine Musikkarriere vorzuweisen und kann beispielsweise Mundharmonika spielen. Seit er ein kleiner Junge war, kannte er zudem das Jagen und Fischen, war jedoch im Klettern nicht geübt, weil er unter Höhenangst leidet. Mortensens Sprachkenntnisse kamen ihm im Film ebenfalls zugute, denn er unterrichtet im Film seine Kinder nicht nur in Literatur und Philosophie, sondern zudem in sechs Sprachen, die er zum Teil selbst spricht.

### Dreharbeiten
Die Dreharbeiten wurden im Juli 2014 im US-Bundesstaat Washington begonnen. Hier drehte man unter anderem im Deception Pass State Park, in Sultan und am Snohomish River. Am Camp Korey in Carnation hatten die Filmausstatter die Heimstätte der Familie errichtet, einige Szenen wurden auch in Index und einem nahe gelegenen Wald gedreht. Weitere Dreharbeiten fanden in Gold Bar und an der
dortigen Grundschule statt, und die Krankenhausszenen wurden im Evergreenhealth Hospital in Kirkland gedreht. Im weiteren Verlauf des Sommers drehte man in New Mexico, darunter in den Städten Albuquerque, Las Cruces und Mesilla. Nach 39 Tagen wurden die Dreharbeiten beendet.
Aufgrund von bestehenden Gesetzen gegen Kinderarbeit in den USA war es den sechs beteiligten Jungdarstellern nicht erlaubt, länger als sechs Stunden am Tag zu drehen.

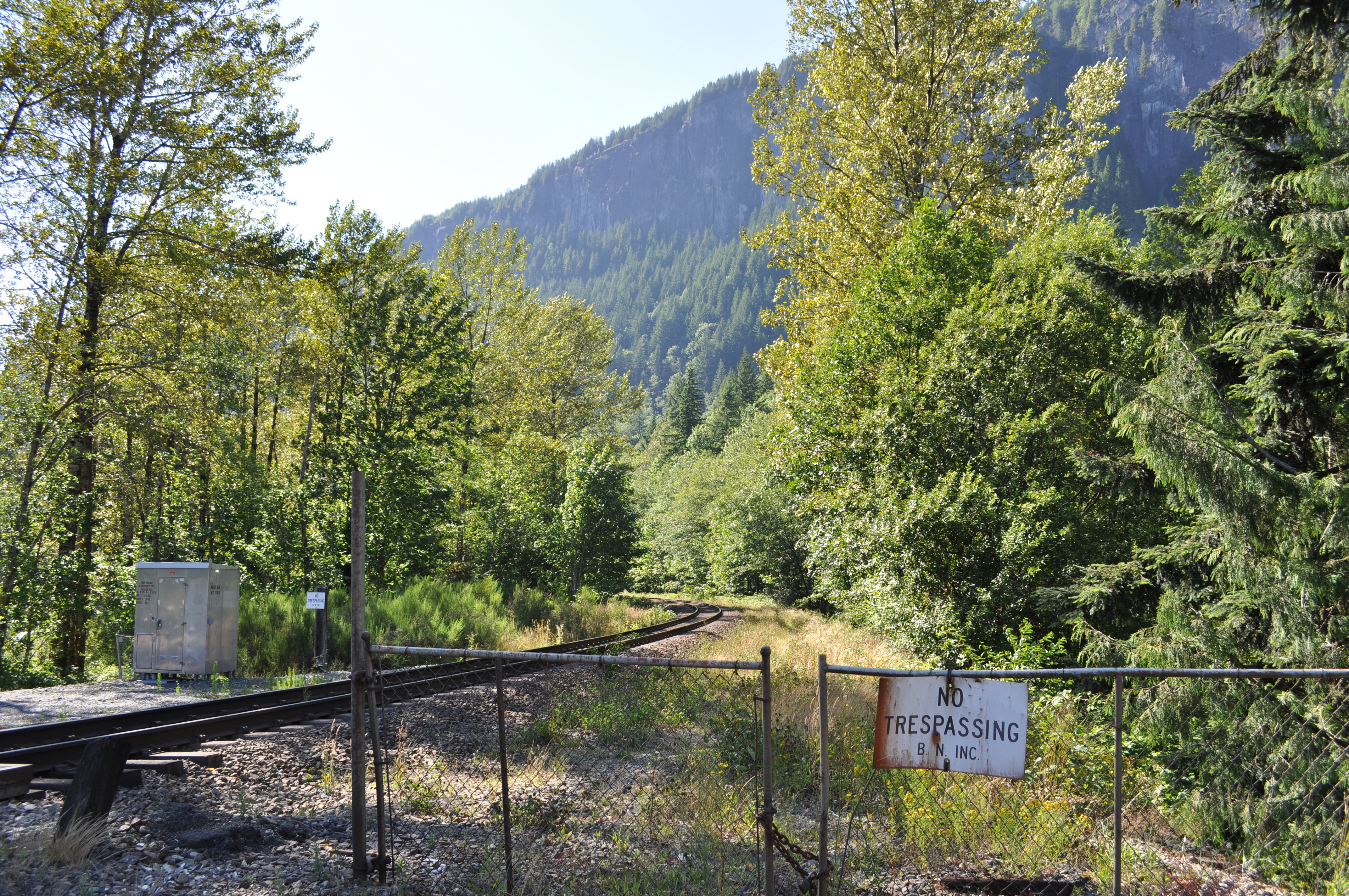
Wälder bei Index, Washington
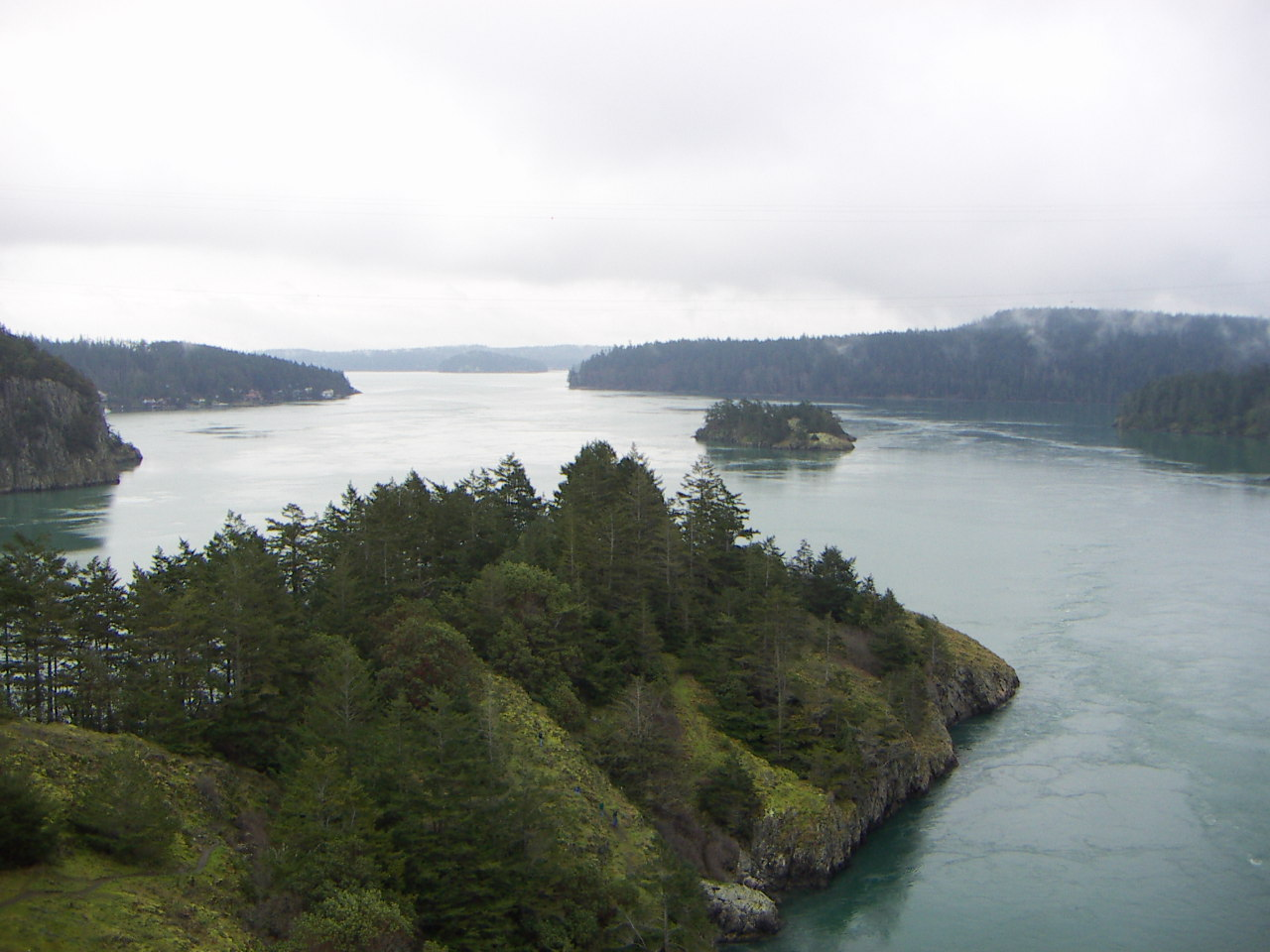
Deception Pass State Park, Washington
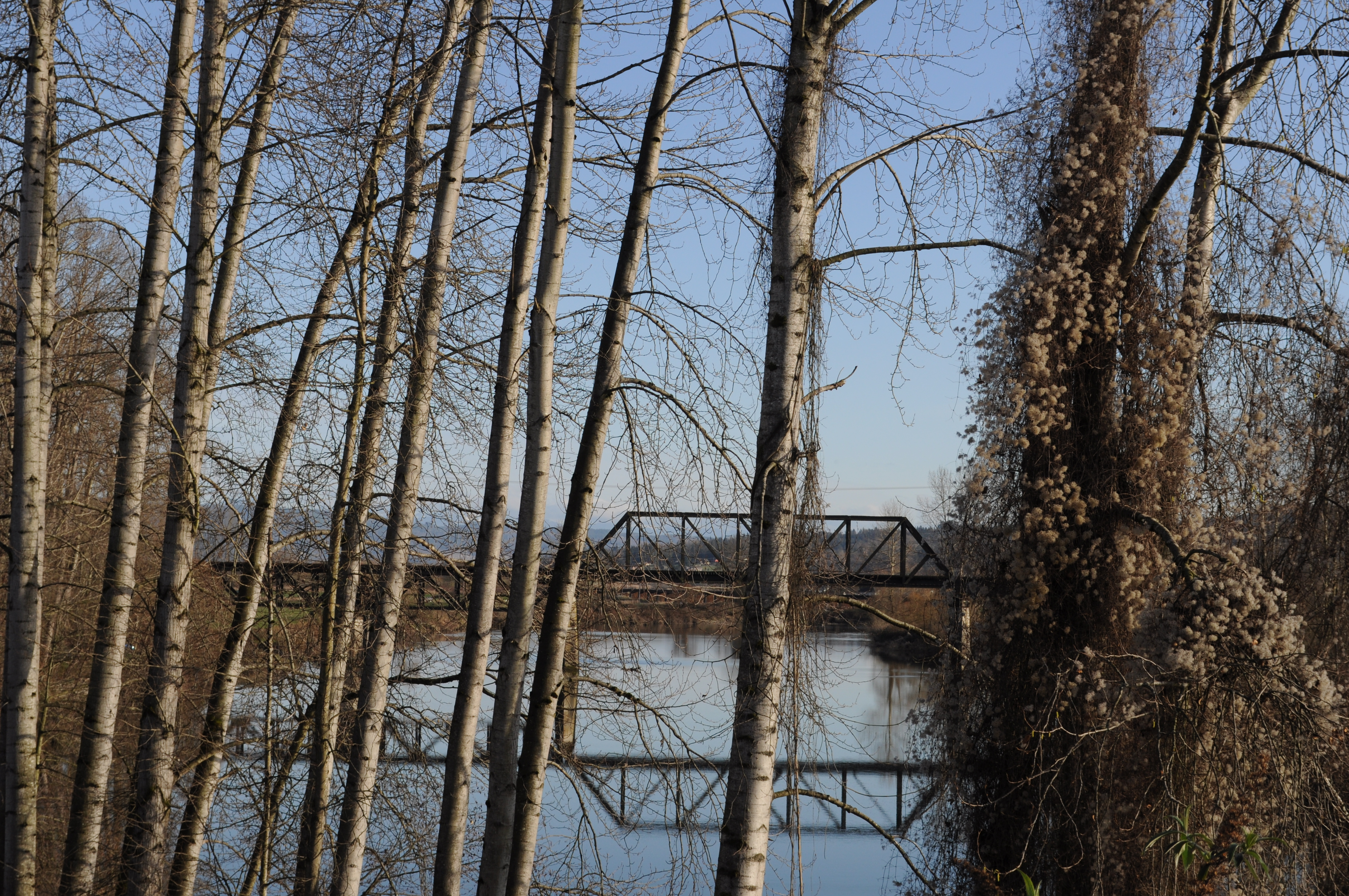
Snohomish River, Washington
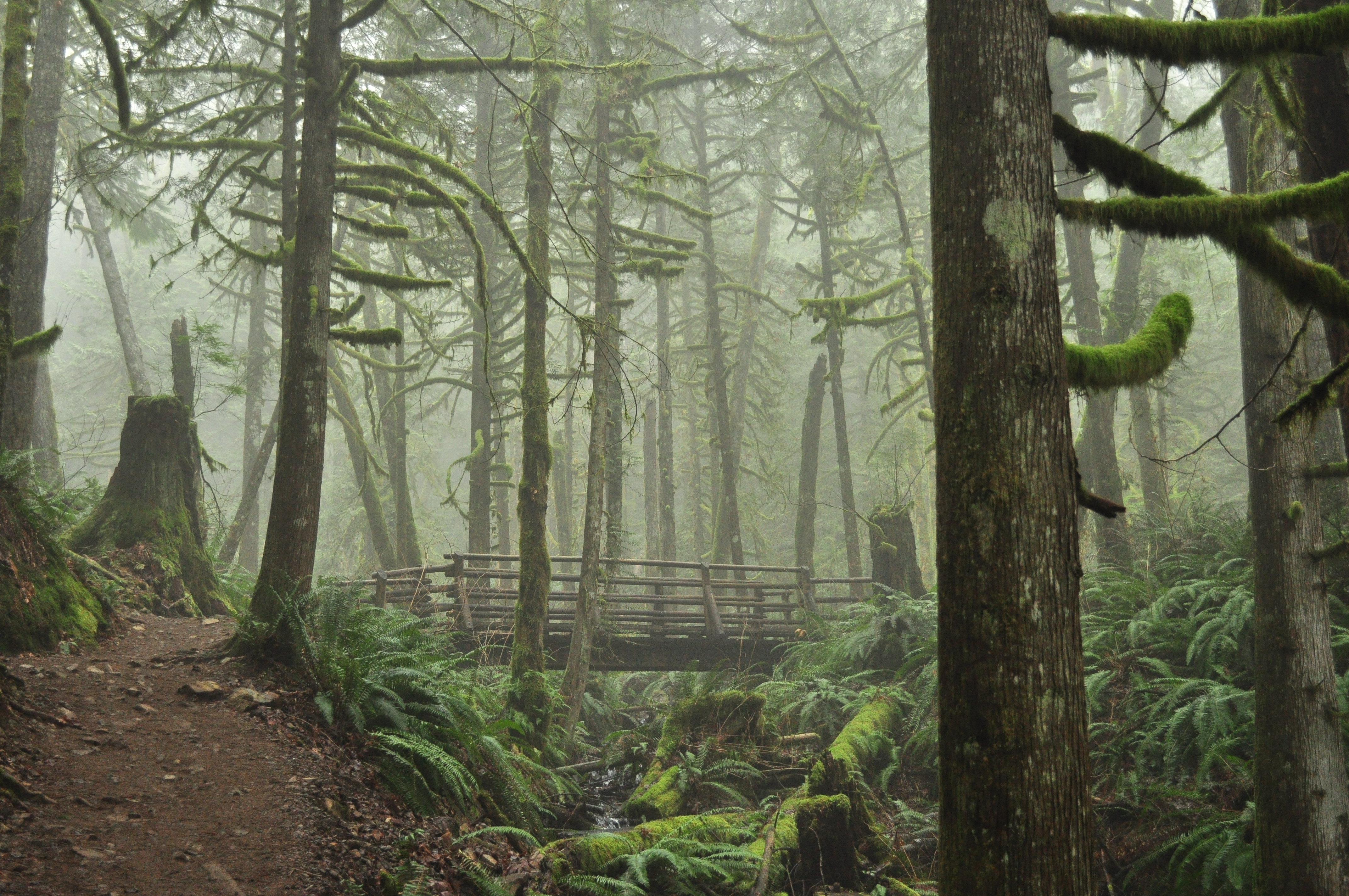
Gold Bar, Washington
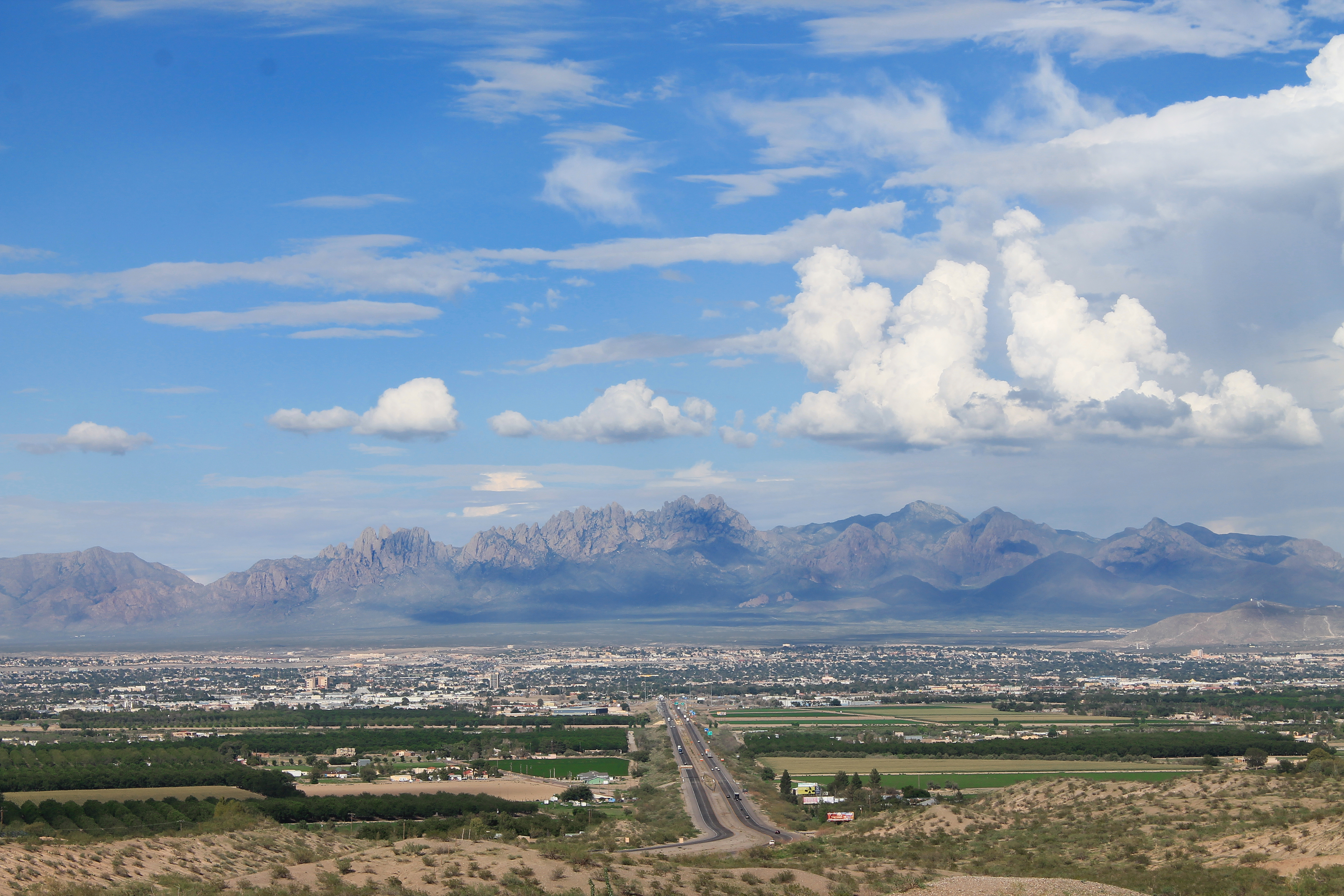
Las Cruces, New Mexico
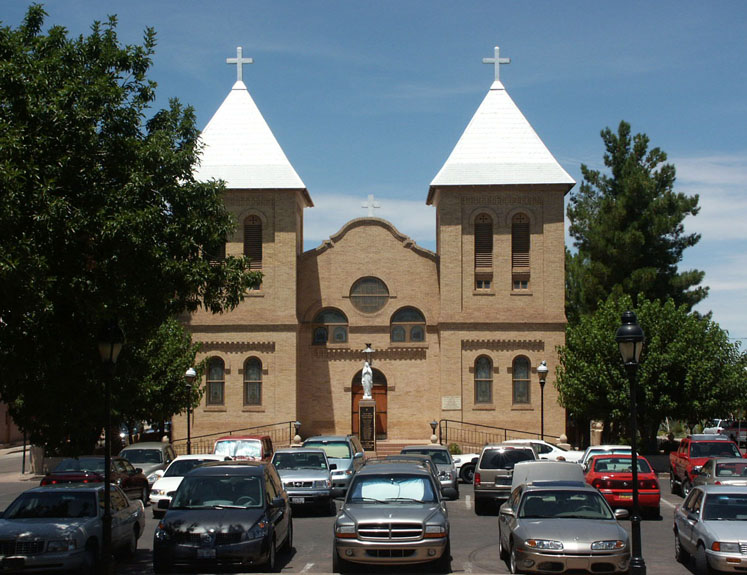
Mesilla, New Mexico

### Filmmusik
Die Filmmusik stammt von Alex Somers. Der Soundtrack Music from the Film Captain Fantastic umfasst 24 Lieder und wurde am 8. Juli 2016 veröffentlicht. Mihnea Manduteanu bezeichnet die Arbeit von Somers als eine der bis dahin besten des Jahres, glaubt, die Filmmusik dürfte polarisieren und es handele sich dabei nicht um eine minimalistische Hintergrundmusik, sondern um eine sehr realistische mit einem Klang, der Seele besitze.
Titelliste
1. A New Beginning
2. Church
3. Campfire
4. Funeral Pyre
5. She Slit Her Wrists
6. Memories
7. Fireflies
8. Home
9. Fell
10. Dream
11. Near Death
12. Water (I’m Right Here)
13. School Bus
14. Forrest
15. Look Forward To
16. Keepsakes
17. Remembering
18. Unsoundness
19. Waving Goodbye
20. Day of Your Birth
21. Water (Not Go Home)
22. Goodbye…
23. Disappear
24. Fortress

Weitere musikalische Elemente des Films werden auf verschiedenen Instrumenten von den Schauspielern selbst gespielt. Zu Beginn des Films, als die Kinder auf die Jagd gehen und ein Reh ausweiden, werden die Goldberg-Variationen gespielt. Diese und weitere im Film gespielte Songs wurden als Captain Fantastic – Original Motion Picture Soundtrack am 15. Juli 2016 veröffentlicht.
Titelliste
1. Boy 1904 – Jónsi & Alex
2. Sweet Child o’ Mine – Various
3. Scotland the Braver – Various
4. I Shall Be Released – Various
5. Rain Plans – Israel Nash
6. Goldberg Variations; BWV 988, Variation 30 a 1 Clav. Quodlibet – Glenn Gould
7. Un accompanied Cello Suite No. 4 in E-Flat Major; BWV 1010 Prélude – Yo-Yo Ma
8. Varðeldur – Sigur Rós
9. My Heart Will Go On (Love Theme from ‚Titanic‘) – The O’Neill Brothers Group
10. Goldberg Variations – Kirk Ross

### Veröffentlichung
Der Film feierte am 23. Januar 2016 im Rahmen des Sundance Film Festivals seine Premiere und wurde ab 17. Mai 2016 bei den Internationalen Filmfestspielen von Cannes vorgestellt. Der Film kam am 8. Juli 2016 in die US-amerikanischen und am 18. August 2016 in die deutschen Kinos. Ab 3. September 2016 wurde der Film beim Deauville Film Festival im Rahmen des Wettbewerbs gezeigt und wurde hier als Zweitplatzierter mit dem Hauptpreis und zusätzlich mit dem Publikumspreis ausgezeichnet.

## Rezeption

### Altersfreigabe
Der Film war in den USA wegen der darin enthaltenen Ausdrucksweise und einer kurzen Nacktszene von der MPAA mit R geratet worden, womit Eltern davon abgeraten wird, ihren Kindern den Besuch des Films zu erlauben. Eine Szene, die zu dieser Altersbeschränkung führte, in der Mortensen in frontaler Nacktheit zu sehen ist, kommentierte dieser: „Es ist nur ein Penis.“ Zudem gehöre die Nacktszene, so Mortensen, zu der im Film erzählten Geschichte: „Ich zeige mich darin als Vater meinen Kindern nackt, um das völlig natürliche, unverklemmte Miteinander dieser Familie zu demonstrieren.“
In Deutschland, wo der Film FSK 12 ist, heißt es in der Freigabebescheinigung: „Einzelne dramatische Szenen können Kinder unter 12 Jahren ängstigen und belasten. Doch 12-Jährige und ältere sind in der Lage, sie ohne Überforderung zu verarbeiten, da sie gut in die Geschichte eingebettet und schlüssig aufgelöst werden. Die ruhige Grundstimmung des Films sowie seine einfühlsame Darstellung von Familienzusammenhalt und Fürsorge bieten dieser Altersgruppe genug emotionalen Halt, zudem sorgt der Humor immer wieder für Distanz und Entlastung.“

### Kritiken
Der Film konnte 83 Prozent der Kritiker bei Rotten Tomatoes überzeugen (von 229 Kritikern insgesamt). Im Konsens heißt es dort, durch die zum Nachdenken anregenden Themen und den Auftritt von Viggo Mortensen werde der Film zu einem überdurchschnittlichen Familiendrama mit unerwarteten Wendungen. Nach seinem Kinostart avancierten der Film und der Regisseur und Drehbuchautor schnell zu potentiellen Oscar-Kandidaten, und Mortensen wurde am 24. Januar 2017 als Bester Hauptdarsteller nominiert.

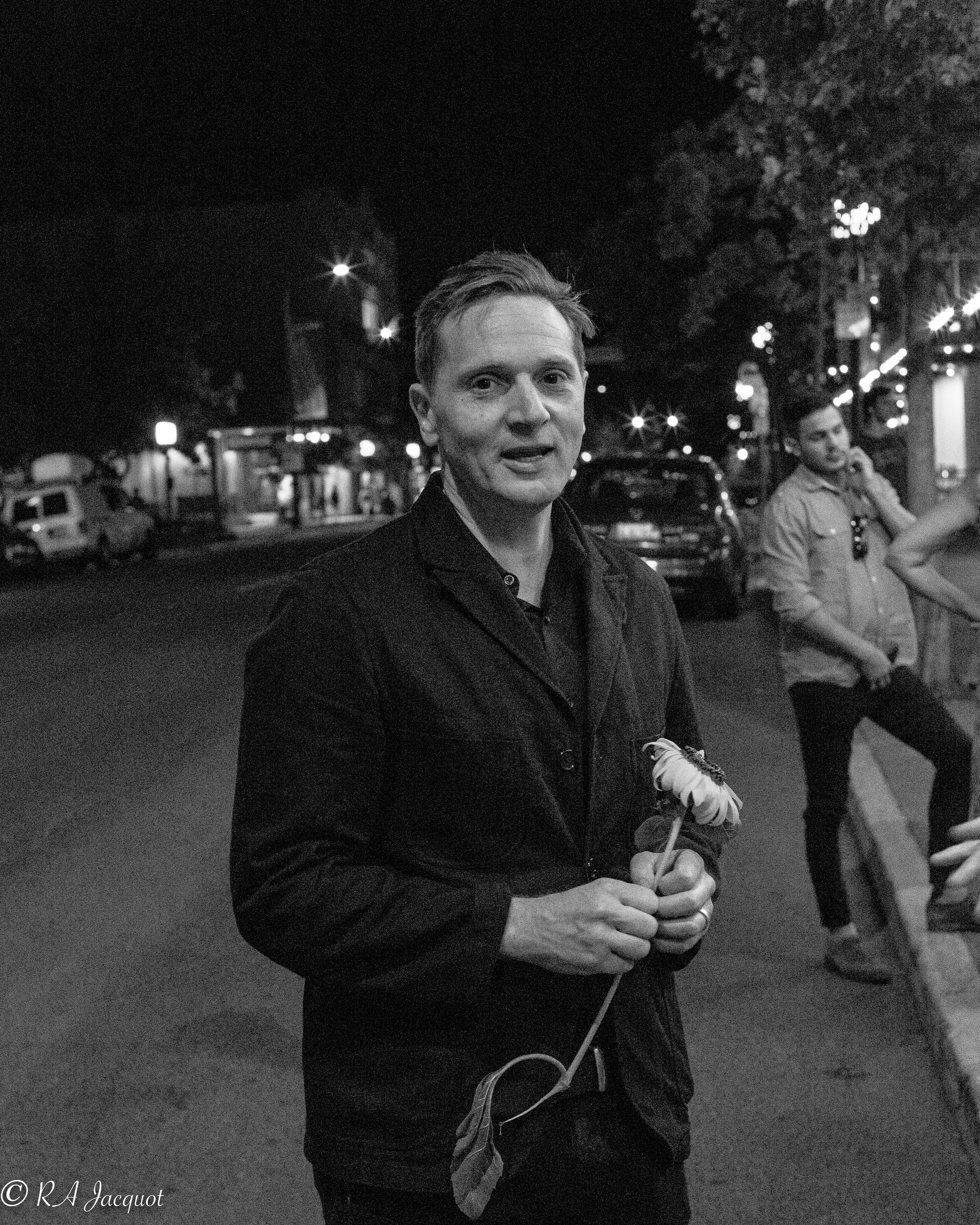
Matt Ross führte Regie und schrieb auch das Drehbuch zum Film

Matthew Jacobs von The Huffington Post beschreibt Captain Fantastic als einen temperamentvollen Film, der das Leben und den Einfallsreichtum feiere. Der witzige und zugleich rasante Film, sei eine Ode des Triumphs über die Bürde der Welt, was weder bedeute, dass man sich dieser entziehen oder sie umarmen müsse. Die größte Leistung von Matt Ross sei, so Jacobs, die Schaffung eines Drehbuchs, das sich nicht wie ein Sammelsurium von Baum-umarmenden Tropen anfühle. Jacobs erkennt eine Weisheit, die sich hinter Bens Philosophie verstecke, die manchmal absichtlich unangenehm werde, und eine Weisheit, die sich darin zeige, dass er die Missstände einer systematisierten Gesellschaft erkenne, letztlich jedoch zum Wohl seiner Kinder eine Kurskorrektur vornehme, als ihm bewusst wird, dass er nicht in allem Recht hatte.
Für Bryan Alexander von USA Today ist der Film in keiner Weise eine ideologische oder politische Geschichte, sondern nur eine Geschichte über Menschen, die versuchen einen Weg zu finden, in Einklang mit sich selbst und als Gruppe zu leben. Dennoch erkennt auch Alexander die ernste Botschaft, die der tragikomische Film vermittelt, indem er in eine zunehmend auseinanderdriftende politische Gesellschaft in den USA eintauche, letztlich aber auch Ben seinen starren ideologischen Standpunkt überdenke.
Leslie Felperin von The Hollywood Reporter meint, einige Szenen im Film zeigten ganz nett den spannenden Sieg einer alternativ lebenden Schicht über die Spießer aus der Vorstadt, letztlich seien die im Film gezeigten Tagträumereien allerdings lächerlich und nur wenig überzeugend. Außerdem idealisiere man die Kinder im Film und mache sie zu unglaubwürdigen Sockenpuppen. Zudem beschönige der Film auch eine Form von Missbrauch, den Felperin darin erkennt, dass Ben seine Kinder absichtlich in extreme Situationen bringe, die eine Gefahr für deren körperliche Gesundheit darstellten.

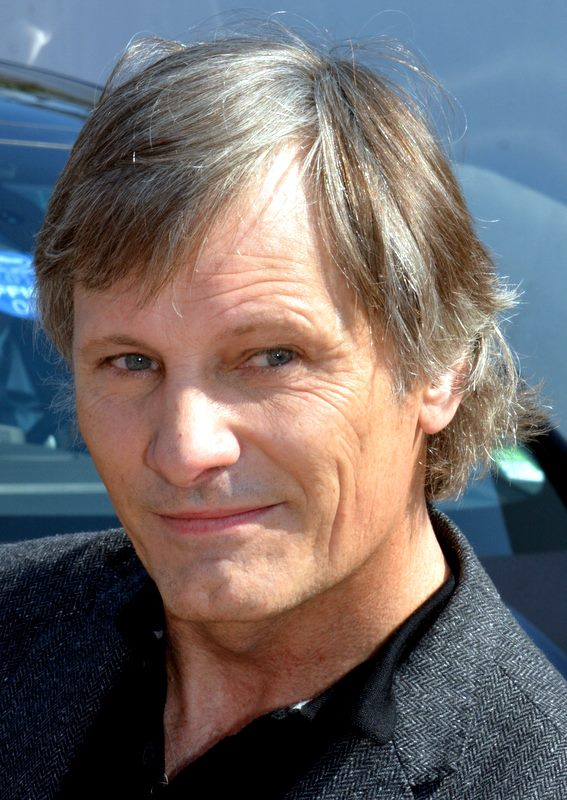
Hauptdarsteller Viggo Mortensen bei den Filmfestspielen in Cannes 2016

Pete Hammond von Deadline beschreibt den Film als ein herzerwärmendes, lustiges und zugleich trauriges, wundervoll gespieltes kleines Juwel, das genau die Art von Film sei, die von vielen vernachlässigt wurde. Der Film versuche die Frage zu beantworten, was eine Familie ausmache, was ihm besser gelinge, als jedem Film vor ihm in den letzten zehn Jahren. Hammond vergleicht den Film hierbei mit Little Miss Sunshine, sieht auch in Ross einen Oscar-Kandidaten für seine Arbeit am Drehbuch, brachte zudem bereits kurz nach dem US-Kinostart des Films frühzeitig Viggo Mortensen als möglichen Kandidaten für eine weitere Oscar-Nominierung als Bester Schauspieler und Captain Fantastic selbst als Kandidaten in der Kategorie Bester Film ins Gespräch. Auch Scott Feinberg von The Hollywood Reporter sieht in Mortensen einen der aussichtsreichsten Kandidaten in der Kategorie Bester Hauptdarsteller und hält zudem das Kostümdesign von Courtney Hoffman, wie auch das Hairstyling für Oscar-würdig.
Für Walli Müller vom NDR stellt Ross im Film berechtigterweise die Frage, wie lebbar soziale Utopien sind. Der Regisseur klopfe aber trotz aller Situationskomik sein Thema nicht nur auf Pointen ab. Hartwig Tegeler vom Deutschlandfunk hält es für wichtig, dass Ross die Utopie, die Ben mit seinen Kindern lebt und die im Verlauf des Films in eine Krise gerät, nie der Lächerlichkeit preisgibt. Auch Patrick Wellinski von Deutschlandradio Kultur rechnet es dem Regisseur sehr hoch an, dass er die Konflikte im Film nicht banalen Witzen und lakonischen Sehnsuchtsmomenten opfert. Der Film zeichne sich, so Wellinski, in erster Linie durch seinen ruhigen selbstbewussten Erzählrhythmus und seine wirklich überzeugenden Darsteller aus, und besonders Mortensen verleihe seiner Figur eine innere Zerrissenheit, vor allem wenn der Vater erkennen muss, dass er seine Ideale den eigenen Kindern nicht überstülpen kann.

### Einspielergebnis
In Deutschland konnte der Film 277.539 Kinobesucher verzeichnen. Die weltweiten Einnahmen des Films liegen derzeit bei 22,8 Millionen US-Dollar.

### Auszeichnungen (Auswahl)
Academy Awards 2017
- Nominierung als Bester Hauptdarsteller (Viggo Mortensen)

Artios Awards 2017
- Nominierung für das Beste Casting in der Kategorie Studio or Independent Drama[33]

British Academy Film Awards 2017
- Nominierung als Bester Hauptdarsteller (Viggo Mortensen)[34]

Chlotrudis Awards 2017
- Nominierung als Bester Schauspieler (Viggo Mortensen)
- Nominierung für das Beste Originaldrehbuch (Matt Ross)

Costume Designers Guild Awards 2017
- Nominierung in der Kategorie Excellence in Contemporary Film (Courtney Hoffman)[35]

Critics’ Choice Movie Awards 2016 (Dezember)
- Nominierung als Bester Darsteller in einer Filmkomödie (Viggo Mortensen)[36]

Deauville Film Festival 2016
- Auszeichnung mit dem Publikumspreis
- Auszeichnung mit dem Deauville Grand Prize (2. Platz)[37]

Golden Globe Awards 2017
- Nominierung als Bester Hauptdarsteller (Viggo Mortensen)[38]

Golden Space Needle Awards 2016
- Auszeichnung als Bester Film (Matt Ross)[39]

Internationale Filmfestspiele von Cannes 2016
- Auszeichnung mit dem Regiepreis in der Sektion Un Certain Regard (Matt Ross)

Internationales Filmfestival Karlovy Vary 2016
- Auszeichnung mit dem PRÁVO-Publikumspreis[40]

Independent Spirit Awards 2016
- Nominierung als Bester Schauspieler (Viggo Mortensen)[41]

Make-Up Artists and Hair Stylists Guild Awards 2017
- Nominierung in der Kategorie Feature Motion Picture: Best Contemporary Makeup (Karen McDonald und Akemi Hart)[42]

National Board of Review Awards 2016
- Aufnahme in die Top 10 Independent Films[43]

Online Film Critics Society Awards 2017
- Nominierung als Bester Hauptdarsteller (Viggo Mortensen)[44]

Palm Springs International Film Festival 2016
- Auszeichnung als Director to Watch (Matt Ross)

Satellite Awards 2016
- Nominierung als Bester Film
- Nominierung für das Beste Originaldrehbuch (Matt Ross)
- Auszeichnung als Bester Hauptdarsteller (Viggo Mortensen)
- Nominierung für das Beste Kostümdesign (Courtney Hoffman)[45][46]

Screen Actors Guild Awards 2017
- Nominierung als Bester Hauptdarsteller (Viggo Mortensen)
- Nominierung als Bestes Schauspielensemble in einem Film[47]

Young Artist Awards 2017
- Nominierung als Bester Nebendarsteller in einem Spielfilm in der Kategorie Young Actor (Charlie Shotwell)
- Nominierung als Beste Nebendarstellerin in einem Spielfilm in der Kategorie Young Actress (Shree Crooks)
- Nominierung als Bester Nebendarsteller in einem Spielfilm in der Kategorie Teen Actor (Nicholas Hamilton)
- Nominierung als Beste Nebendarstellerin in einem Spielfilm in der Kategorie Teen Actress (Annalise Basso)
- Nominierung als Beste Hauptdarstellerin in einem Spielfilm in der Kategorie Teen Actress (Samantha Isler)[48]